# Brasserie Caracole
Pour les articles homonymes, voir Caracole.

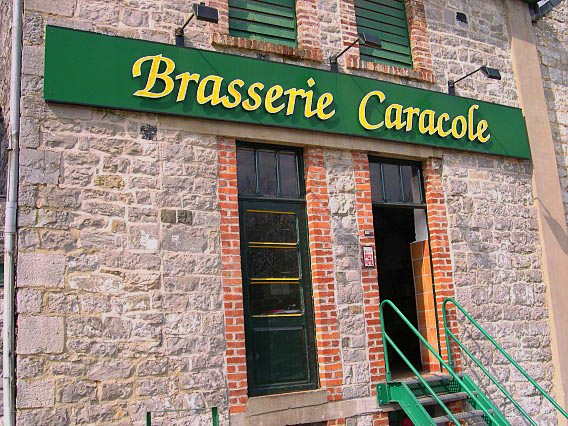
Brasserie Caracole

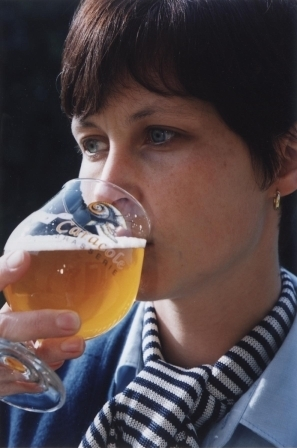
Bière ambrée de la Brasserie Caracole de Falmignoul.

La Brasserie Caracole est une brasserie artisanale belge établie à Falmignoul près de la ville de Dinant en province de Namur.

## Histoire
Les origines de la brasserie remontent à 1765, lorsqu'elle est créée par Monsieur Moussoux. Cette brasserie artisanale  porte le nom de cette famille jusqu’en 1939. Cette année-là, une violente tempête fait tomber la grande cheminée sur les bâtiments côté rue, qui sont détruits. La brasserie est alors vendue à Monsieur Lamotte, qui l’exploita jusqu’en 1971. En 1994, elle est remise en route par un Namurois, François Tonglet, qui la rebaptise « Brasserie Caracole ».

## Recette traditionnelle
Les brassins réalisés par cette maison artisanale (850 kg de malt concassé mélangés à de l’eau chaude) ont la particularité d'être chauffés au feu de bois, dans des cuves en cuivre. Au moût qui est porté à ébullition, on ajoute diverses épices, dont le houblon. Après décantation et refroidissement, le moût est envoyé en cuve de fermentation, où il est ensemencé de levures. Celles-ci vont se multiplier et progressivement transformer le sucre du moût en alcool et en gaz carbonique.
La bière ainsi obtenue est pompée dans une cuve de garde  où elle se clarifiera au froid pendant 15 jours. Après ajout de sucre et de levure fraîche, la bière est mise en fûts ou en bouteilles (33 cl, 75 cl et magnums). Celles-ci sont conduites dans une chambre chaude où, trois semaines durant, une seconde fermentation apportera le pétillant au breuvage. La bière sera alors stockée en cave, et, au fur et à mesure des commandes, sera remontée pour recevoir son étiquetage. L’ensemble du processus aura pris entre 6 et 8 semaines.

## Les bières
Les bières originales de la brasserie sont reprises comme Belgian Beer of Wallonia, protection accordée par l'Agence wallonne pour la promotion d'une agriculture de qualité (APAQ-W).
- Troublette : bière blanche 5,6° (existe aussi en bio)[2] ;
- Saxo : bière blonde 7,7° (existe aussi en bio)[2] ;
- Caracole : bière ambrée 7,9° (existe aussi en bio) [2];
- Nostradamus : bière brune 9,1° (existe aussi en bio) [2];
- Fameuse 1765 : bière blonde 6,5°[2].
- Tournée Beaurinoise : bière blonde 7°, exclusivement produite pour la région de Beauraing

## Animations culturelles
La production annuelle de la brasserie Caracole est de 1 600 hl, au rythme d’environ un brassin par semaine. Une très grande partie de cette bière est exportée (États-Unis d’Amérique, France, Pays-Bas, Suisse, Canada…).
Les visiteurs peuvent déguster et découvrir le processus de production de la bière Caracole.